# 573814 Sergeyzvyagin
573814 Sergeyzvyagin este o planetă minoră (asteroid) din centura de asteroizi. A fost descoperită pe 19 octombrie 2009 la  de . 
Obiectul prezintă o orbită caracterizată de o semiaxă mare de 2,6857001344872 UAi, o excentricitate de 0,047995553566204, o înclinație de 21,015265581495 ° în raport cu ecliptica.